# Nokkala
Nokkala är en udde i Finland. Den ligger i Mattby stadsdel, Esbo stad i Nyland, i den södra delen av landet, 10 km väster om huvudstaden Helsingfors.
Terrängen inåt land är platt. Havet är nära Nokkala åt sydost.